# Hoplolabis
Hoplolabis is een muggengeslacht uit de familie van de steltmuggen (Limoniidae).

## Soorten

### OndergeslachtEurasicesa
- H. (Eurasicesa) amseliana (Nielsen, 1961)
- H. (Eurasicesa) idiophallus (Savchenko, 1973)

### OndergeslachtHoplolabis
- H. (Hoplolabis) armata (Osten Sacken, 1860)
- H. (Hoplolabis) asiatica (Alexander, 1918)
- H. (Hoplolabis) bipartita (Osten Sacken, 1877)
- H. (Hoplolabis) maria (Alexander, 1948)

### OndergeslachtParilisia
- H. (Parilisia) albibasis (Savchenko, 1983)
- H. (Parilisia) areolata (Siebke, 1872)
- H. (Parilisia) badakhensis (Alexander, 1955)
- H. (Parilisia) caudata (Savchenko, 1983)
- H. (Parilisia) complicata (Bangerter, 1947)
- H. (Parilisia) dichroa (Alexander, 1938)
- H. (Parilisia) estella (Alexander, 1955)
- H. (Parilisia) fluviatilis (Vaillant, 1970)
- H. (Parilisia) forcipula (Savchenko, 1978)
- H. (Parilisia) iranica (Alexander, 1973)
- H. (Parilisia) latiloba (Savchenko, 1978)
- H. (Parilisia) longior Stary, 2006
- H. (Parilisia) machidai (Alexander, 1931)
- H. (Parilisia) mannheimsi (Mendl, 1974)
- H. (Parilisia) margarita (Alexander, 1919)
- H. (Parilisia) multiserrata (Alexander, 1957)

- H. (Parilisia) obtusiapex (Savchenko, 1982)
- H. (Parilisia) obtusirama (Savchenko, 1983)
- H. (Parilisia) pontica (Savchenko, 1984)
- H. (Parilisia) postrema (Alexander, 1936)
- H. (Parilisia) punctigera (Lackschewitz, 1940)
- H. (Parilisia) sachalina (Alexander, 1924)
- H. (Parilisia) serenicola (Alexander, 1940)
- H. (Parilisia) serratofalcata (Savchenko, 1983)
- H. (Parilisia) sororcula (Lackschewitz, 1940)
- H. (Parilisia) spinosa (Nielsen, 1953)
- H. (Parilisia) spinula (Mendl, 1973)
- H. (Parilisia) subalpina (Bangerter, 1947)
- H. (Parilisia) subareolata (Alexander, 1932)
- H. (Parilisia) variegata (Savchenko, 1983)
- H. (Parilisia) vicina (Tonnoir, 1920)
- H. (Parilisia) yezoana (Alexander, 1924)